# Украинская Советская Социалистическая Республика
Украи́нская Сове́тская Социалисти́ческая Респу́блика (УССР, Украинская ССР; укр.  Украї́нська Радя́нська Соціалісти́чна Респу́бліка, УРСР, Украïнська РСР) — социалистическое украинское государство, провозглашённое на части территории бывшей Российской империи 10 марта 1919 года; одно из государств-основателей СССР, с 1922 года — союзная республика в его составе.
УССР была провозглашена 10 марта 1919 года (как преемственная большевистской УНРС, провозглашённой 25 декабря 1917 года и юридически просуществовавшей до марта 1918). После окончания Гражданской войны стала сооснователем Союза ССР 30 декабря 1922 года и вошла в его состав как союзная республика. В 1939—1940 годах территория УССР была увеличена благодаря присоединению Западной Украины, Северной Буковины и частей Бессарабии, в 1945 году — Закарпатской Украины, в 1954 — Крыма.
Располагалась на юго-западе Европейской части СССР. После Второй мировой войны на западе и юго-западе УССР проходила государственная граница СССР с социалистическими странами: Польской Народной Республикой, Чехословацкой Социалистической Республикой, Венгерской Народной Республикой, Социалистической Республикой Румыния. На севере граничила с Белорусской ССР, на востоке и северо-востоке — с РСФСР, на юго-западе — с Молдавской ССР. На юге территория УССР омывалась водами Чёрного и Азовского морей. УССР была третьей по площади после РСФСР и Казахской ССР и второй по населению после РСФСР республикой СССР. Площадь — 603,7 тыс. км2. Население — 49,1 млн чел. (на 1 января 1976). Столица — г. Киев.
До принятия Конституции СССР 1936 года официально именовалась Украинская Социалистическая Советская Республика.
Наряду с СССР и БССР была суверенным сооснователем ООН в 1945 году.
24 августа 1991 года Верховный Совет Украинской ССР принял Акт провозглашения независимости и постановление «О провозглашении независимости Украины». Этими документами были провозглашены независимость Украины и создание самостоятельного украинского государства. В соответствии с актом, территория Украины является неделимой и неприкосновенной и отныне на её территории действуют исключительно Конституция и законы Украины. Акт провозглашения независимости был подтверждён на всеукраинском референдуме 1 декабря 1991 года.

## История

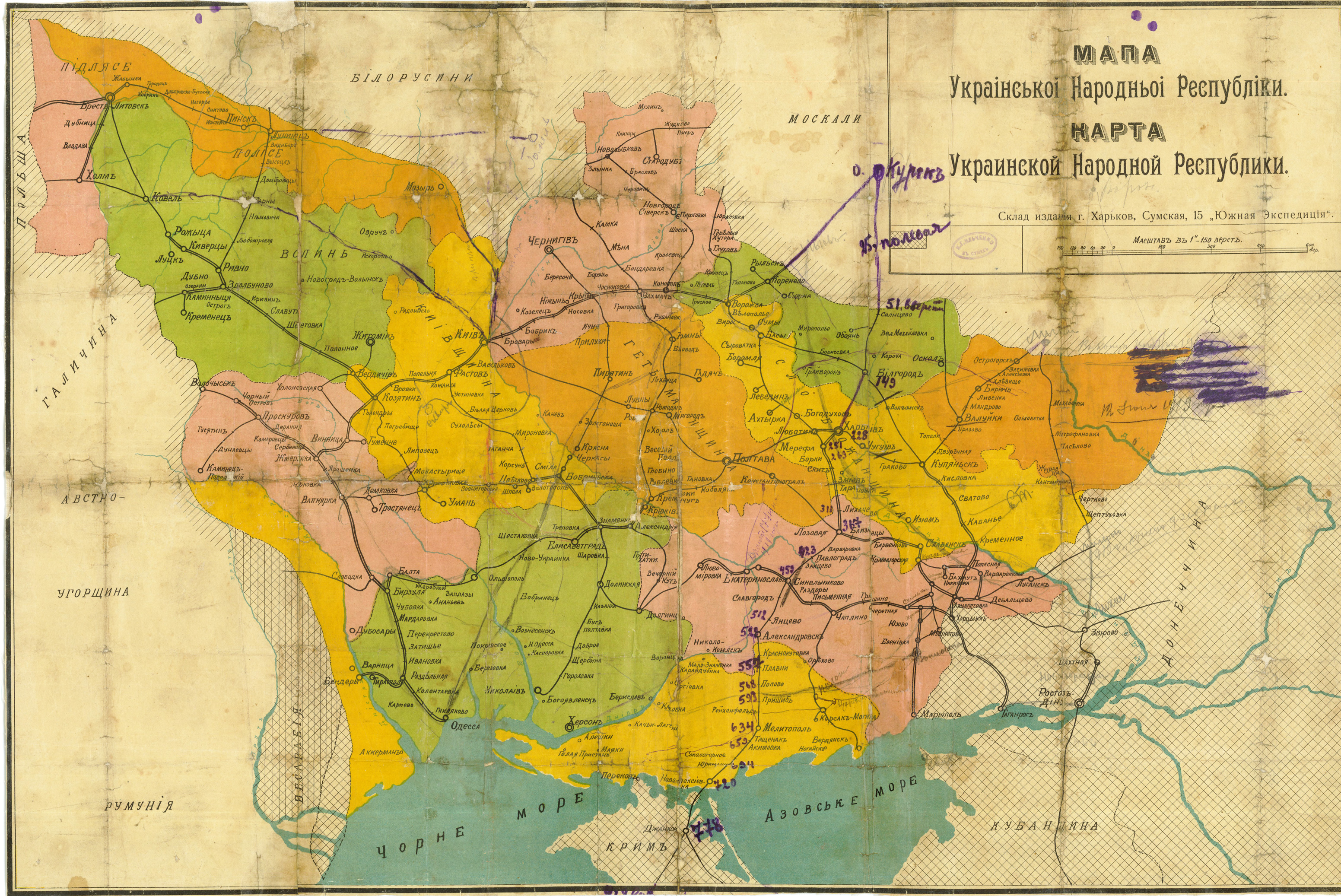
Карта УНР, изданная в 1918 году в Харькове

Формирование границ УССР в 1917—1928 годах

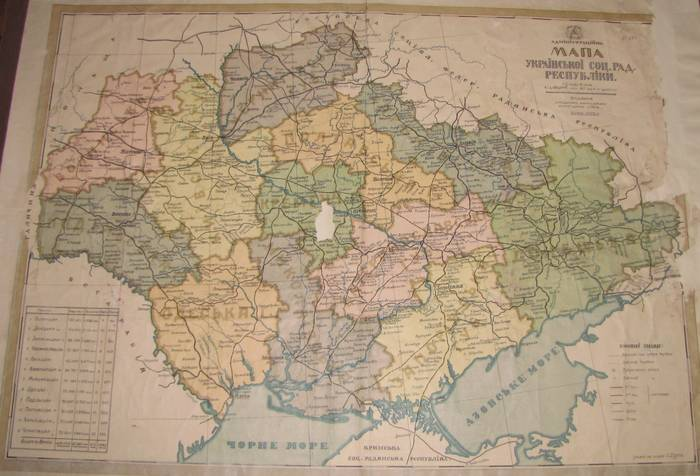
Украинская ССР в 1922 году

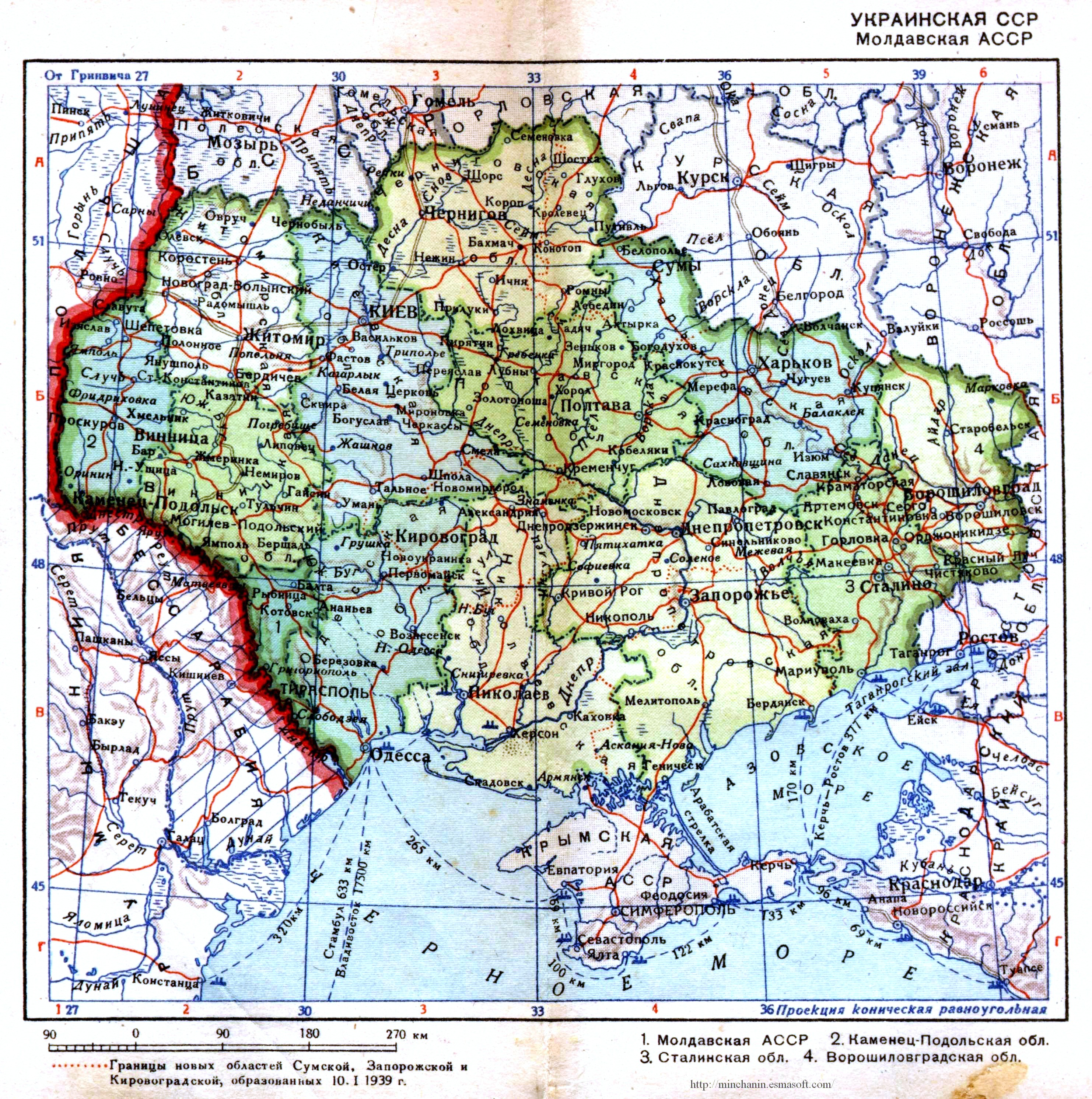
Украинская ССР в 1938 году

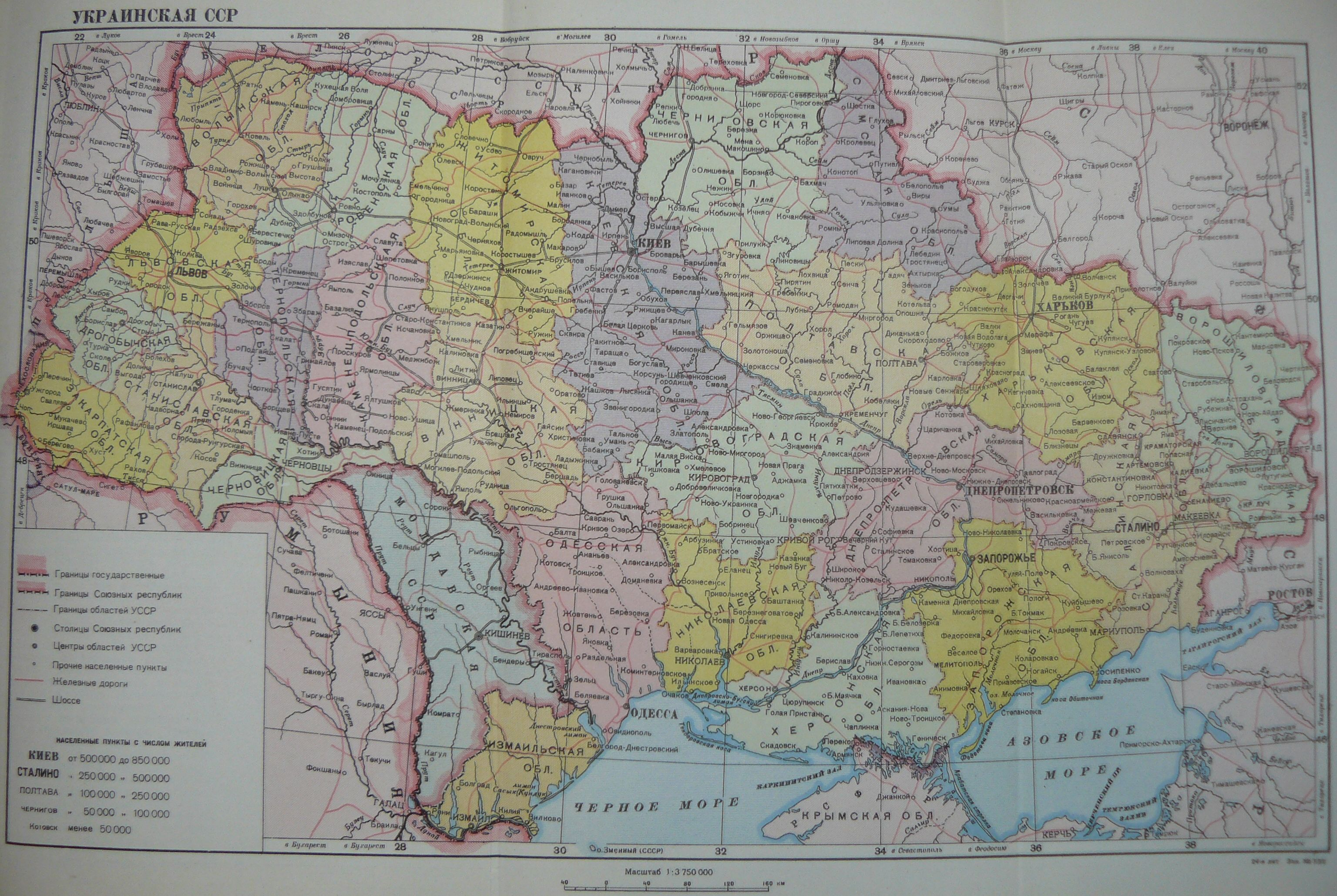
Украинская ССР в 1947 году

Для борьбы с несоветской УНР, провозглашённой III Универсалом Украинской Центральной рады 20 ноября (3 декабря) 1917 года в Киеве и не признавшей Октябрьской революции в Петрограде, 11 (24) декабря 1917 — 12 (25) декабря 1917 в Харькове большевиками был собран I Всеукраинский съезд Советов, который провозгласил Украинскую Народную Республику Советов (первоначальное официальное наименование — Украинская Народная Республика Советов рабочих, крестьянских, солдатских и казачьих депутатов, УНРС), установил федеративные связи УНРС с РСФСР, избрал Временный центральный исполнительный комитет Советов, который, в свою очередь, принял на себя всю полноту власти на территории УНР и утвердил состав своего исполнительного органа — Народного секретариата, ставшего первым правительством УНСР.
19 декабря 1917 (1 января 1918) года Совет народных комиссаров РСФСР признал Народный секретариат УНРС единственным законным правительством на территории УНР. В ответ на это 9 (22) января 1918 года IV Универсалом Центральной рады была провозглашена государственная самостоятельность Украинской Народной Республики.
После этого советские войска развернули наступление против Центральной рады. 26 января (8 февраля) был взят Киев, правительство УНР бежало на запад под защиту австро-германских войск, а подконтрольная ему территория (УНРС) перешла в руки большевиков.
В декабре 1917 — феврале 1918 года на территории Украины большевиками были также провозглашены Донецко-Криворожская советская республика и Одесская советская республика. 17—19 марта 1918 года на II съезде Советов эти советские республики (ДКСР, ОСР, УНРС) были объединены в Украинскую Советскую Республику (УСР) со столицей в Харькове и революционным правительством — Народным секретариатом. УСР вошла в состав Советской России, однако под давлением австро-германских войск, введённых на территорию Украинской советской республики по соглашению с Центральной радой, советские войска были вынуждены покинуть территорию УСР, и Украинская Советская Республика фактически прекратила своё существование.
После поражения Центральных держав в Первой мировой войне, в начале 1919 года вся территория Украины вновь оказалась под контролем большевиков, включая Киев. Вместо УСР большевиками было создано сначала Временное рабоче-крестьянское правительство Украины, а потом Украинская Социалистическая Советская Республика, которая была провозглашена как независимая республика 10 марта 1919 года на III Всеукраинском съезде советов (проходил 6—10 марта 1919 года в Харькове, ставшем столицей УССР); тогда же была принята первая Конституция УССР.
В июне 1919 года, после «майского военно-политического кризиса», руководство Украинской ССР заключило договор с РСФСР об установлении военного и хозяйственного союза. Согласно этому договору летом 1919 года была ликвидирована Украинская советская армия, а в декабре 1920 года произошло «объединение» (фактически — ликвидация украинских) народных комиссариатов УССР и РСФСР: военных и морских дел, внешней торговли, финансов, труда, путей сообщения, почты и телеграфа, советов народного хозяйства.
На протяжении 1919—1920 годов территория Украины продолжала оставаться ареной столкновений большевистских, белогвардейских, украинских, польских, анархических и других военных формирований. К концу 1920 года советская власть вернулась в третий раз.
В декабре 1920 года Управление Южного фронта РККА было переформировано в Управление командующего Вооружёнными силами Украины и Крыма (приказ РВСР № 2660/532 от 3 декабря 1920 года). Войска Южного фронта и Юго-Западного фронта включались в состав войск Киевского и Харьковского военных округов Вооружённых Сил Украины и Крыма. Вооружённые Силы Украины и Крыма стали территориальным объединением войск Киевского и Харьковского военных округов, Внутренней службы Украины, а также Морских сил Азовского и Чёрного морей.
30 декабря 1922 года Украинская ССР подписала Договор об образовании СССР, создавший на части территории бывшей Российской империи единое союзное государство — СССР.
В 1932—1933 годах в ходе Голодомора в Украинской ССР по разным оценкам погибло от 3,5 до 5 миллионов человек.
В 1934 году столица Украинской ССР была перенесена из Харькова в Киев.
5 декабря 1936 года в связи с принятием новой Конституции СССР переименована в Украинскую Советскую Социалистическую Республику. 30 января 1937 года в связи с принятием новой союзной конституции принята новая Конституция УССР.
22 мая 1954 года в ознаменование 300-летия воссоединения Украины с Россией и отмечая выдающиеся успехи украинского народа в государственном, хозяйственном и культурном строительстве Украинская ССР была награждена орденом Ленина.
5 ноября 1958 года за крупные успехи в увеличении производства зерна, сахарной свёклы, мяса, молока и других сельскохозяйственных продуктов, продажу государству в 1958 году 552 миллионов пудов хлеба и за перевыполнение плана продажи сахарной свёклы государству Украинская ССР награждена вторым орденом Ленина.
22 декабря 1967 года за выдающиеся заслуги трудящихся Украинской Советской Социалистической Республики в революционном движении, в Великой Октябрьской социалистической революции и большой вклад в создание и упрочение первого в мире социалистического многонационального государства — Союза Советских Социалистических Республик, за мужество и героизм, проявленные при защите завоеваний Советской власти, и успехи, достигнутые в коммунистическом строительстве, Украинская ССР была награждена орденом Октябрьской Революции.
29 декабря 1972 года за большие заслуги трудящихся Украинской ССР в образовании и упрочении Союза ССР, в укреплении дружбы и братского сотрудничества социалистических наций и народностей, за большой вклад в экономическое, социально-политическое и культурное развитие Советского государства и в ознаменование 50-летия Союза Советских Социалистических Республик Украинская ССР была награждена орденом Дружбы народов.
26 апреля 1986 года в Киевской области Украинской ССР произошла катастрофа на Чернобыльской АЭС, ставшая техногенной катастрофой мирового масштаба и вызвавшая радиоактивное заражение обширных территорий.
Вследствие проводимой во времена СССР русификации Украины доля украиноязычных в населении значительно уменьшилась, а доля русскоязычных — возросла. Доля считающих украинский язык родным в населении между 1959 и 1989 гг. сократилась с 73,0 % до 64,7 %. Особенно заметным было сокращение доли считающих украинский язык родным на юге и востоке Украинской ССР: в Луганской области — на 15,6 % (с 50,5 % до 34,9 %), в Донецкой области — на 13,8 % (с 44,4 % до 30,6 %), в Запорожской области — на 11,7 % (с 61,0 % до 49,3 %), в Харьковской области — на 10,7 % (с 61,2 % до 50,5 %), в Днепропетровской области — на 10,6 % (с 72,1 % до 61,5 %), в Николаевской области — на 9,2 % (с 73,4 % до 64,2 %), в Херсонской области — на 8,0 % (с 75,7 % до 67,7 %).

### Независимая Украина
24 августа 1991 года Верховный Совет УССР провозгласил независимость Украины и назначил на 1 декабря 1991 года референдум о подтверждении акта провозглашения независимости, до проведения которого исключил 17 сентября 1991 года из украинской конституции наименование «Украинская ССР».
По итогам всеукраинского референдума 1 декабря 1991 года большинство проголосовавших избирателей поддержало акт о независимости Украины. Одновременно с референдумом были проведены первые выборы президента Украины.
8 декабря 1991 года Украина совместно с Российской Федерацией (РСФСР) и Республикой Беларусь подписала Беловежское соглашение о прекращении существования СССР и создании СНГ. 10 декабря Верховный Совет Украины ратифицировал данное соглашение. После прекращения существования СССР, 19 июня 1992 года из Конституции Украины 1978 года были полностью исключены положения о Союзе ССР и советском флаге Украины 1949 года (ст. 167).

## Символика
В марте 1919 года III Всеукраинский съезд Советов принял первую Конституцию Советской Украины. В соответствии с её 35 статьёй «торговый, морской и военный флаг У. С. С. Р. состоит из полотнища красного (алого) цвета, в левом углу которого — у древка, наверху, помещены золотые буквы „У. С. С. Р.“ или надпись „Украинская Социалистическая Советская Республика“». 10 марта 1919 года третий Всеукраинский съезд Советов принял первую Конституцию УССР и герб, на геральдическом щите которого в лучах восходящего солнца изображались серп и молот, а над ними аббревиатура «У. С. С. Р.». На красной ленте под щитом на украинском и русском языках помещался призыв: «Пролетарии всех стран, соединяйтесь!». Щит обрамлял венок из колосьев пшеницы. В 1949 году над гербовым щитом появляются изображение пятиконечной красной звезды и надпись на срединной части ленты: «Українська РСР».
В 1937 году на флаге появилось изображение серпа и молота. В 1949 году флаг подвергся наибольшим изменениям: он стал двухцветным, нижняя его часть обрела голубой цвет. Голубой цвет флага указывает на огромные природные богатства Украины, её прекрасные климатические условия, на то, что она является морской державой (в литературе голубой цвет также связывается с цветом знамён Богдана Хмельницкого). Своей расцветкой флаг стал отличаться от других союзных республик, отпала необходимость помещать на полотнище аббревиатуру «У. С. С. Р.» (после 1929 г.). Вверху, над серпом и молотом, появилось изображение пятиконечной звезды. Флаг этого образца просуществовал до середины 1992 года.

## Руководство
Руководство Украинской ССР было коллективным. На высшем уровне его осуществляло Политбюро ЦК КПУ, секретариат ЦК КПУ, руководство Совета министров УССР.

## Вооружённые силы
Народный Секретариат принял законы о создании вооружённых сил Советской Украины. 17 декабря 1917 года он создаёт Народный секретариат по военным делам (Народный секретарь — В. М. Шахрай, помощник Народного секретаря — Ю. М. Коцюбинский). Используя опыт Народного комиссариата по военным делам РСФСР, Народный секретариат по военным делам УССР приступает к строительству национальных вооружённых сил республики — Украинской Рабоче-крестьянской Красной Армии.
18 (31 по новому стилю) декабря решением ЦИК Советов Украины образуется краевой Военно-революционный комитет для борьбы с контрреволюцией. В его состав вошли народные секретари по военным и внутренним делам, представители Харьковского центрального штаба Красной гвардии и штаба Южного революционного фронта по борьбе с контрреволюцией России. Комитет руководил деятельностью военно-революционных комитетов на местах, занимался вооружением и обучением войск. Большое внимание уделялось политическому воспитанию бойцов, их революционной закалке.
В декабре 1917 года в Харькове располагался советский Народный Секретариат, а рядом продолжали работать органы мелкобуржуазной Центральной Рады из Киева, которые имели в городе воинские части, выходила их шовинистическая газета.
Постановлением Народного Секретариата от 25 декабря (7 января по новому стилю) 1917 года на краевой Военно-революционный комитет возложена организация Красной гвардии в общеукраинском масштабе. Одновременно принимается решение о формировании воинских частей «Червоного козацтва» (Красного казачества).
Харьковские красногвардейцы положили начало созданию частей Червоного казачества. Народный Секретариат принял решение в ночь с 27 декабря (9 января по новому стилю) на 28 декабря (10 января по новому стилю) силами отряда красногвардейцев и революционных солдат окружить и разоружить 2-й Украинский запасной полк вооружённых сил Украинской Народной Республики, офицеры и часть солдат которого враждебно относились к большевистской Советской власти. План вырабатывали Войцеховский и Шаров. В операции принимали участие И. Ю. Кулик и В. М. Примаков.
К рассвету операция закончилась. Полк был разоружён, а по городу Харькову шёл отряд из бывших солдат 9-й и 11-й рот 2-го Украинского запасного полка УНР. В этот же день было объявлено о формировании 1-го полка Червоного козацтва из партийных активистов Чернигова и Харькова, красногвардейцев, а также нескольких десятков бойцов разоружённого большевиками 2-го Украинского запасного полка войск Центральной Рады УНР. Первая на Украине советская национальная войсковая часть — Перший курінь червоного козацтва — была сформирована. Атаманом назначили Виталия Марковича Примакова.

## Экономика
Была вторым (после РСФСР) по важности экономическим компонентом СССР, значительно превосходя в производстве остальные республики, производя в четыре раза больше продукции чем следующая по экономическому потенциалу республика. На плодородных чернозёмах УССР выращивалась четверть всей сельскохозяйственной продукции СССР.
- Производство промышленной продукции по годам

## Транспорт

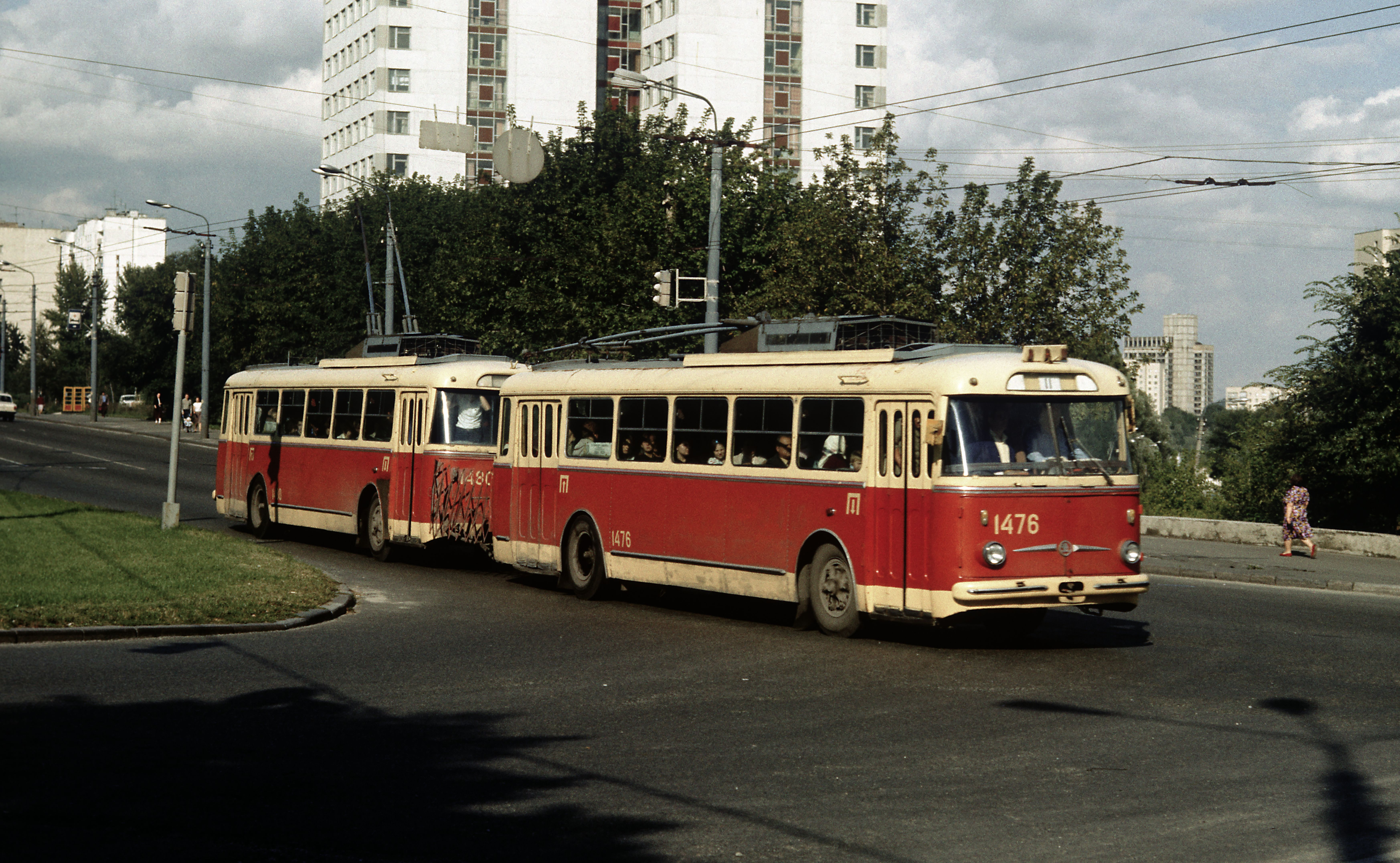
Поезд из двух троллейбусов Škoda 9Tr, соединённых по системе Владимира Веклича в Киеве (1986 год)

В 1966 году в Киеве введён в мировую практику первый троллейбусный поезд изобретателя Владимира Веклича.
30 декабря 1978 года в Киеве была открыта первая в СССР линия скоростного трамвая, построенная по инициативе Владимира Веклича и Василия Дьяконова.
По состоянию на 1991 год метрополитен был в Киеве и Харькове, а также метротрам в Кривом Роге.
В 42 городах УССР эксплуатировались троллейбусы.

## Население и территориальное деление

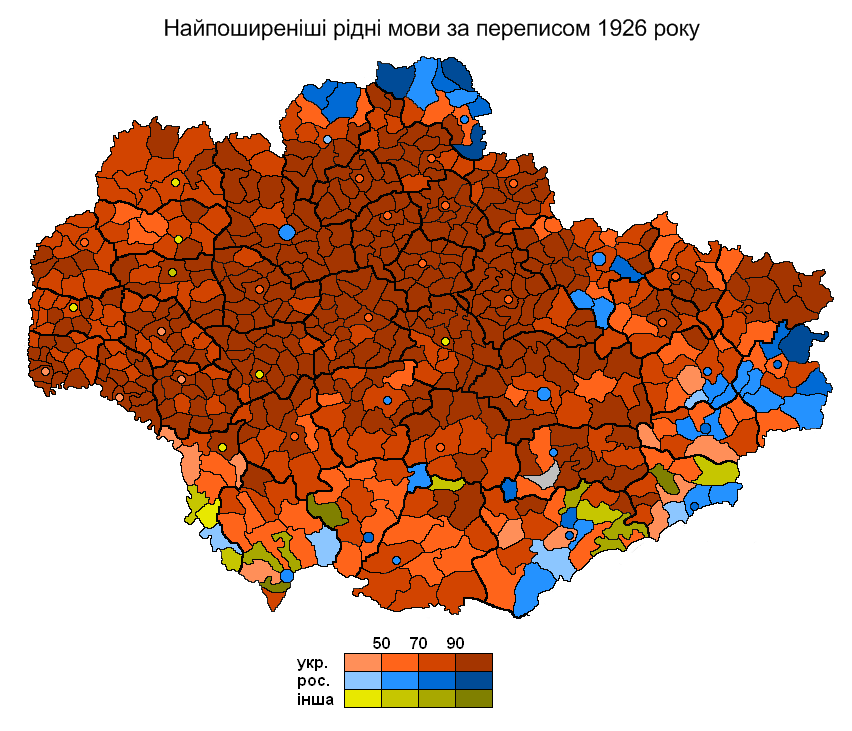
Самый распространённый родной язык в районах и городах Украинской ССР по данным переписи 1926 года

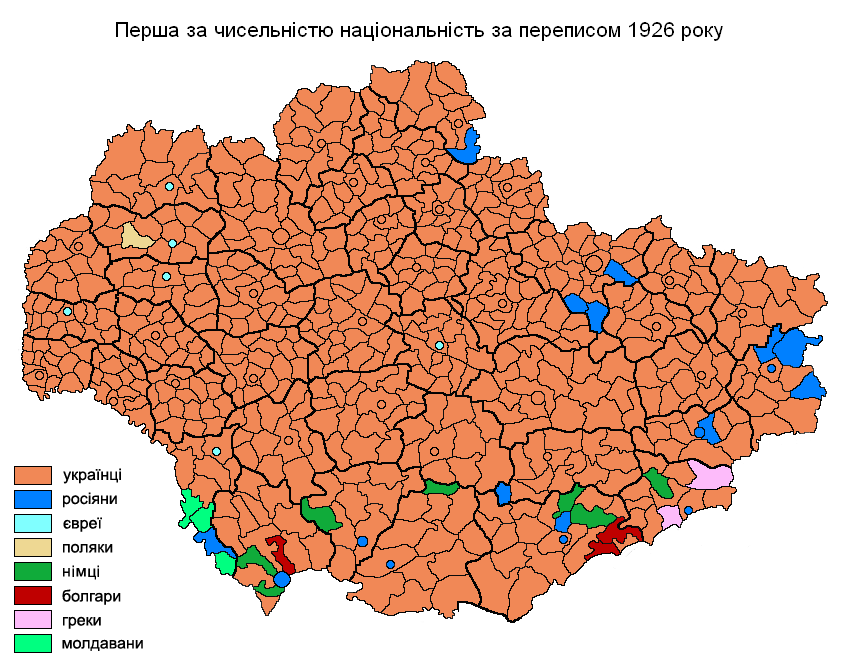
Первая по численности национальность в районах и городах Украинской ССР по данным переписи 1926 года

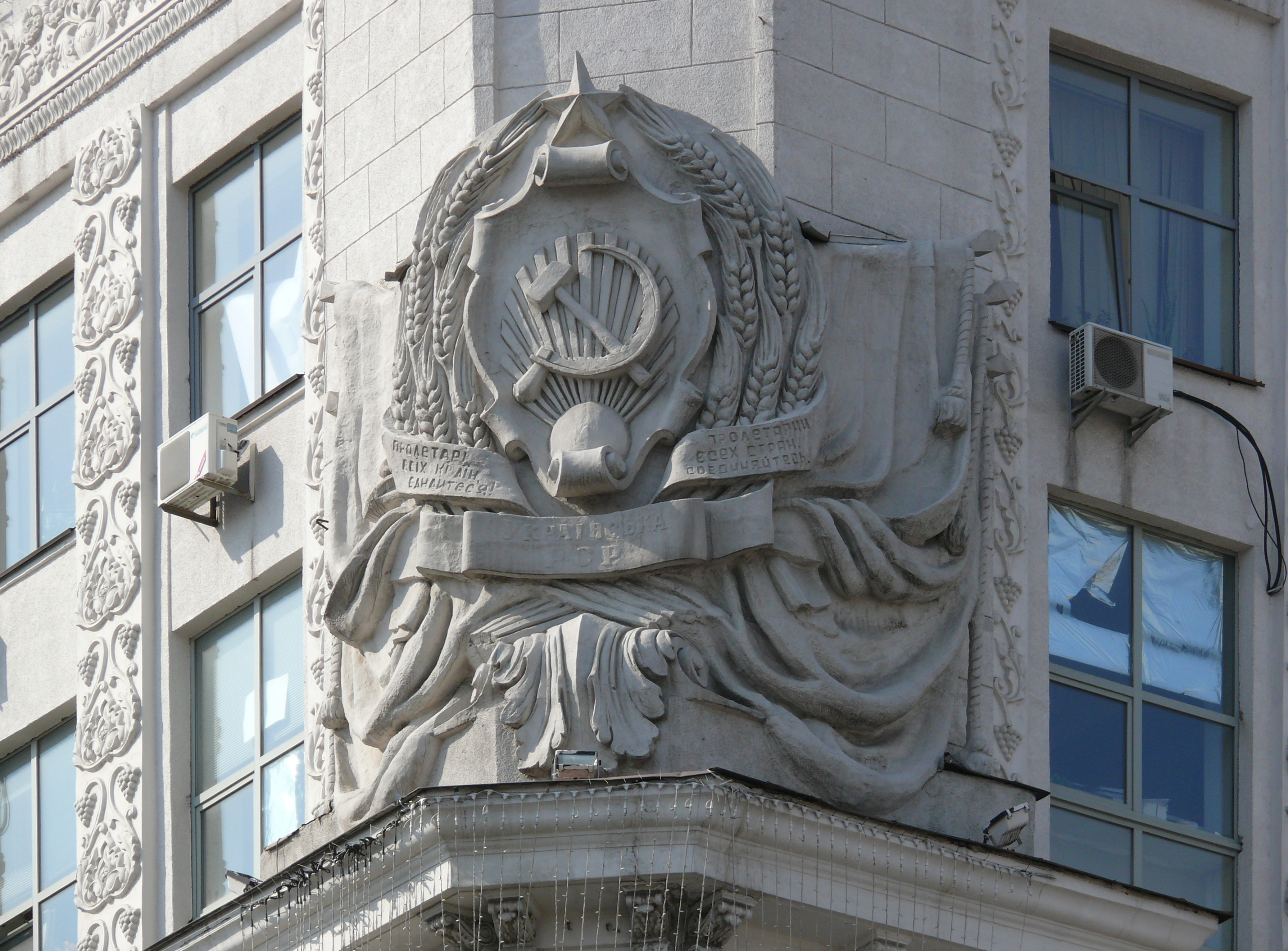
Герб УССР на углу восстановленного в 1954 году здания Харьковского горсовета, 2008

После 1959 года административно-территориальное деление Украинской ССР практически стабилизировалось. В таблице показаны данные по областям, входившим в Украинскую ССР в 1959—1991 годах.
| Единица                   | Дата образования                                                       | Территория, тыс. км² | Население, тыс. чел. (1966) | Население, тыс. чел. (1989) | Кол-во городов | Кол-во пгт | Адм. центр      |
| ------------------------- | ---------------------------------------------------------------------- | -------------------- | --------------------------- | --------------------------- | -------------- | ---------- | --------------- |
| Винницкая область         | 27 февраля 1932                                                        | 26,8                 | 2133                        | 1920,8                      | 8              | 27         | Винница         |
| Волынская область         | 4 апреля 1940                                                          | 20,2                 | 964                         | 1058,4                      | 10             | 21         | Луцк            |
| Ворошиловградская область | 3 июня 1938; 5 марта 1958 — 5 января 1970 и с 19 июня 1991 — Луганская | 26,7                 | 2764                        | 2857,0                      | 34             | 98         | Ворошиловград   |
| Днепропетровская область  | 27 февраля 1932                                                        | 32,0                 | 3145                        | 3869,9                      | 19             | 56         | Днепропетровск  |
| Донецкая область          | 17 июля 1932; 3 июня 1938 — 9 ноября 1961 — Сталинская                 | 26,5                 | 4788                        | 5311,8                      | 45             | 138        | Донецк          |
| Житомирская область       | 15 января 1938                                                         | 29,9                 | 1589                        | 1537,6                      | 8              | 36         | Житомир         |
| Закарпатская область      | 22 января 1946; включена в состав УССР 29 июня 1945                    | 12,8                 | 1031                        | 1245,6                      | 9              | 14         | Ужгород         |
| Запорожская область       | 31 мая 1939                                                            | 27,0                 | 1677                        | 2074,0                      | 10             | 23         | Запорожье       |
| Ивано-Франковская область | 4 апреля 1940; до 9 ноября 1962 — Станиславская                        | 13,9                 | 1207                        | 1413,2                      | 13             | 26         | Ивано-Франковск |
| Киевская область          | 27 февраля 1932                                                        | 28,9                 | 3184                        | 4506,6                      | 13             | 34         | Киев            |
| Кировоградская область    | 31 мая 1939                                                            | 24,3                 | 1268                        | 1228,1                      | 11             | 21         | Кировоград      |
| Крымская область          | 26 апреля 1954; с 19 июня 1991 — АССР                                  | 25,6                 | 1565                        | 2430,5                      | 13             | 35         | Симферополь     |
| Львовская область         | 4 апреля 1940                                                          | 21,8                 | 2357                        | 2727,4                      | 36             | 36         | Львов           |
| Николаевская область      | 15 января 1938                                                         | 24,8                 | 1092                        | 1328,3                      | 7              | 11         | Николаев        |
| Одесская область          | 27 февраля 1932                                                        | 33,2                 | 2228                        | 2624,2                      | 13             | 26         | Одесса          |
| Полтавская область        | 15 января 1938                                                         | 28,6                 | 1677                        | 1748,7                      | 12             | 18         | Полтава         |
| Ровенская область         | 4 апреля 1940                                                          | 20,0                 | 1012                        | 1164,2                      | 9              | 16         | Ровно           |
| Сумская область           | 31 мая 1939                                                            | 23,8                 | 1516                        | 1427,5                      | 15             | 18         | Сумы            |
| Тернопольская область     | 4 апреля 1940; до 9 августа 1944 — Тарнопольская                       | 13,9                 | 1149                        | 1164,0                      | 14             | 15         | Тернополь       |
| Харьковская область       | 27 февраля 1932                                                        | 31,6                 | 2672                        | 3174,7                      | 15             | 58         | Харьков         |
| Херсонская область        | 30 марта 1944                                                          | 27,1                 | 958                         | 1236,9                      | 8              | 24         | Херсон          |
| Хмельницкая область       | 15 января 1938; до 26 апреля 1954 — Каменец-Подольская                 | 20,7                 | 1620                        | 1521,6                      | 10             | 21         | Хмельницкий     |
| Черкасская область        | 26 апреля 1954                                                         | 21,0                 | 1506                        | 1527,3                      | 15             | 19         | Черкассы        |
| Черниговская область      | 15 октября 1932                                                        | 31,9                 | 1586                        | 1412,8                      | 13             | 32         | Чернигов        |
| Черновицкая область       | 7 августа 1940                                                         | 8,0                  | 828                         | 940,8                       | 9              | 6          | Черновцы        |
| УССР                      |                                                                        | 601,0                | 45 516                      | 51 451,9                    | 370            | 829        | Киев            |

Кроме того, за всё время существования Украинской ССР в неё входили следующие области:
- Дрогобычская — с 4 апреля 1940[42] по 21 мая 1959, включена в состав Львовской области.
- Измаильская — с 7 августа 1940[47] по 26 апреля 1954[46] (до 1 марта 1941 г.— Аккерманская[48]), включена в состав Одесской области.

## В филателии

Почтовые марки 1948 года. 30 лет Украинской ССР
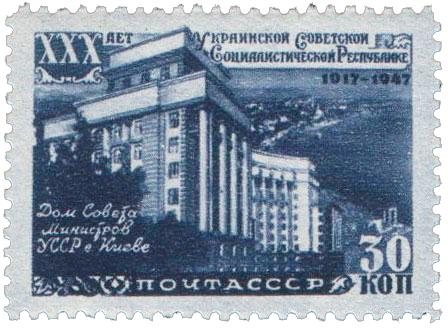
Дом Совета министров УССР
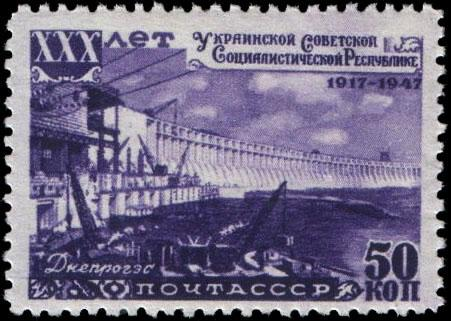
Днепрогэс, восстановительные работы
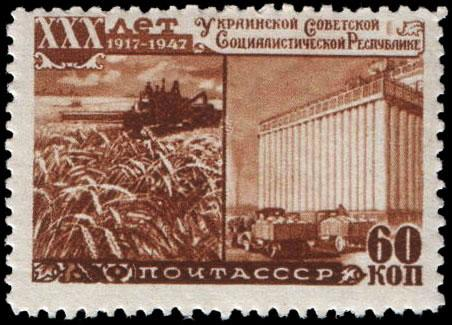
Уборка пшеницы
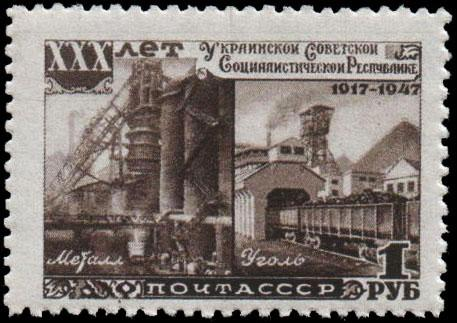
Металлургический завод
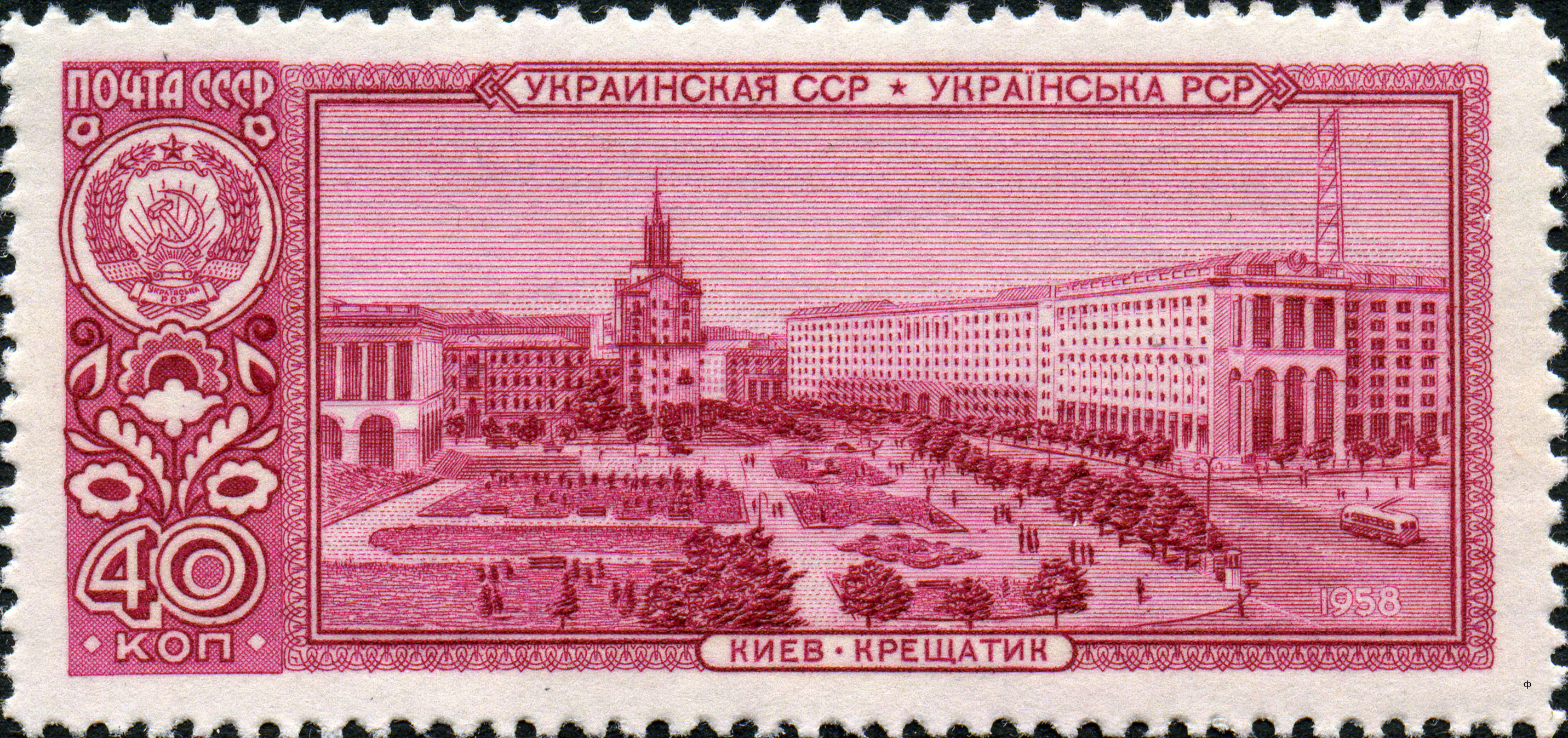
Почтовая марка 1958 год. Украинская ССР. Киев. Крещатик

Почтовые марки других серий
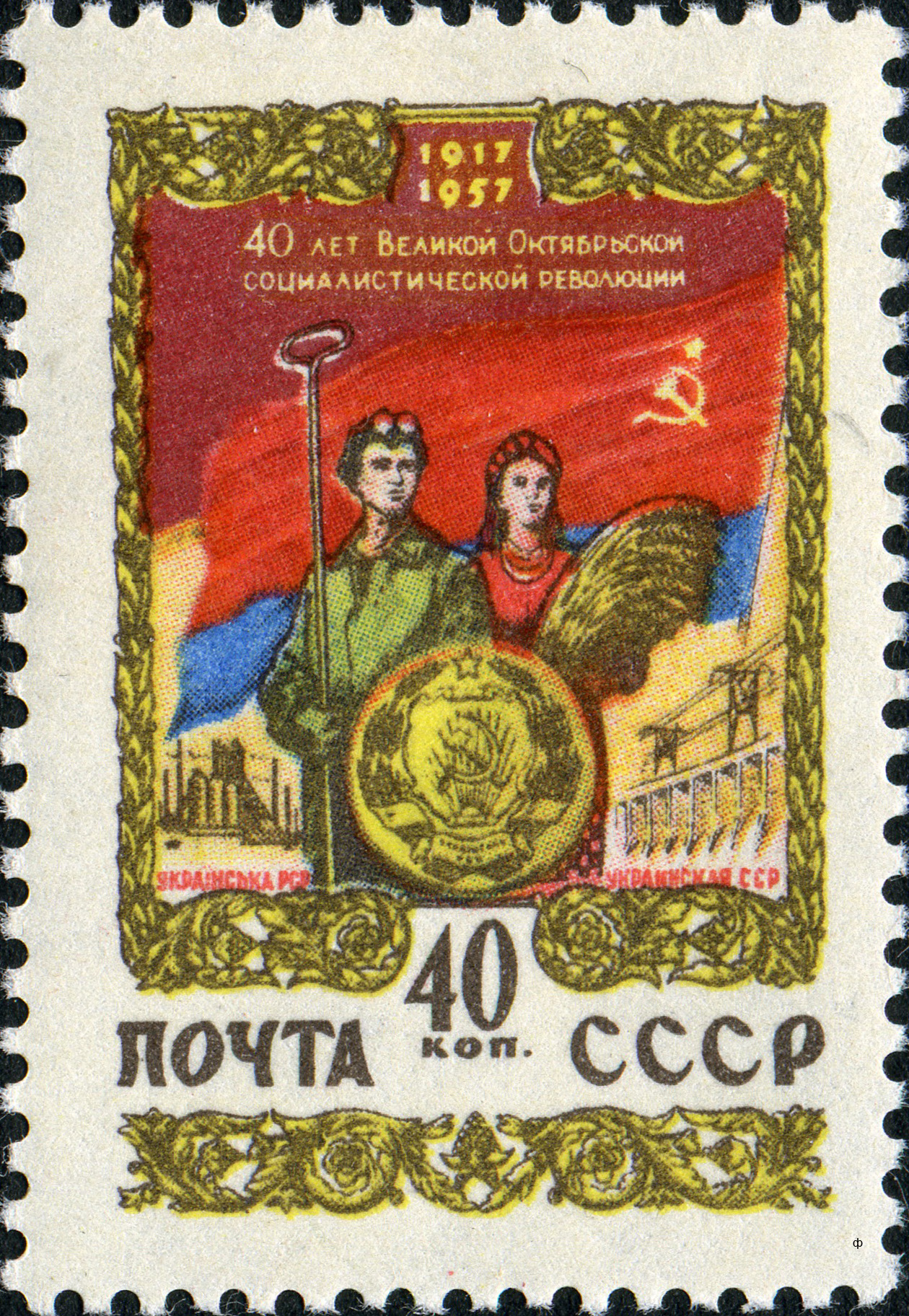
Почтовая марка СССР, 1957 год. 40 лет Октябрьской социалистической революции. Украинская ССР
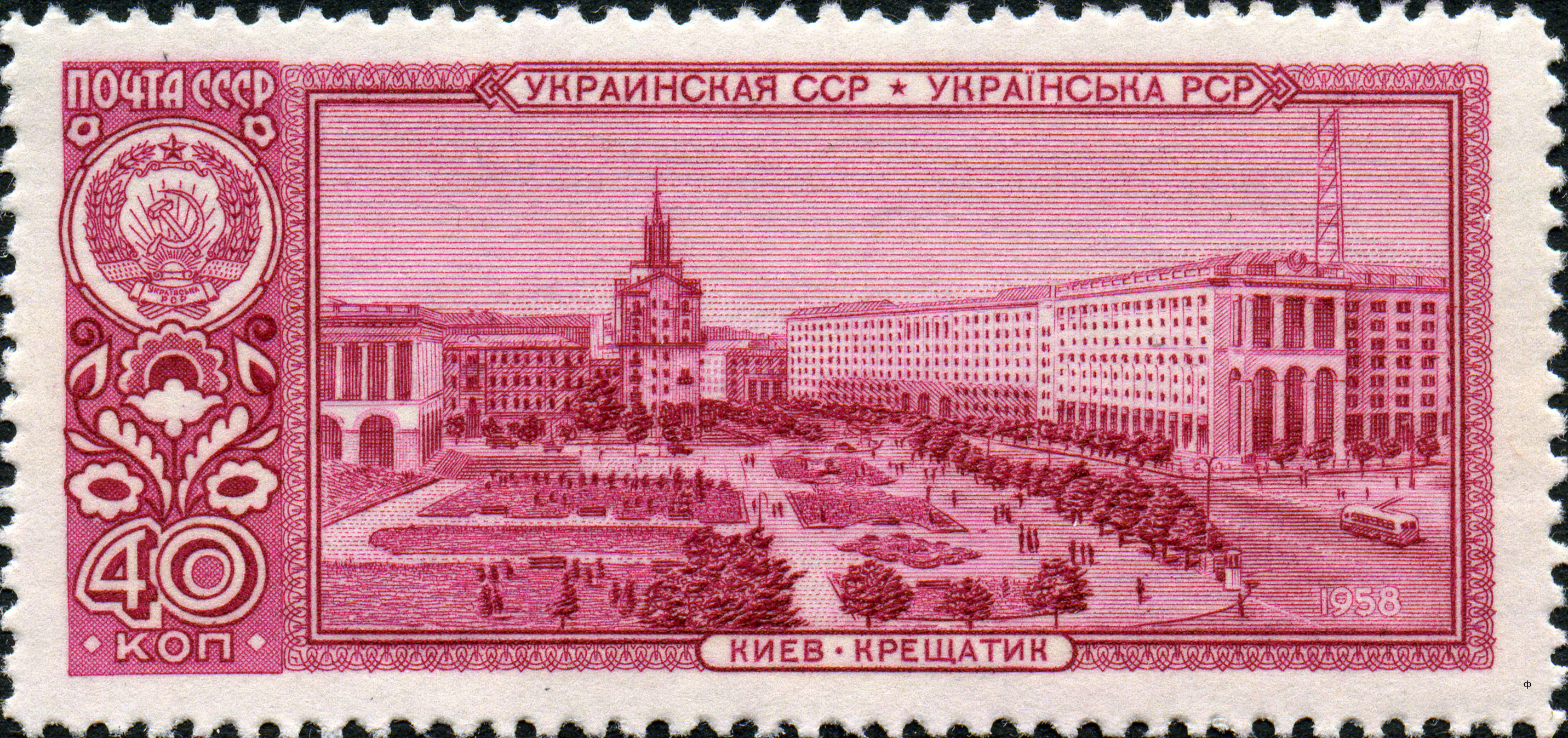
Почтовая марка 1958 год. Украинская ССР. Киев. Крещатик
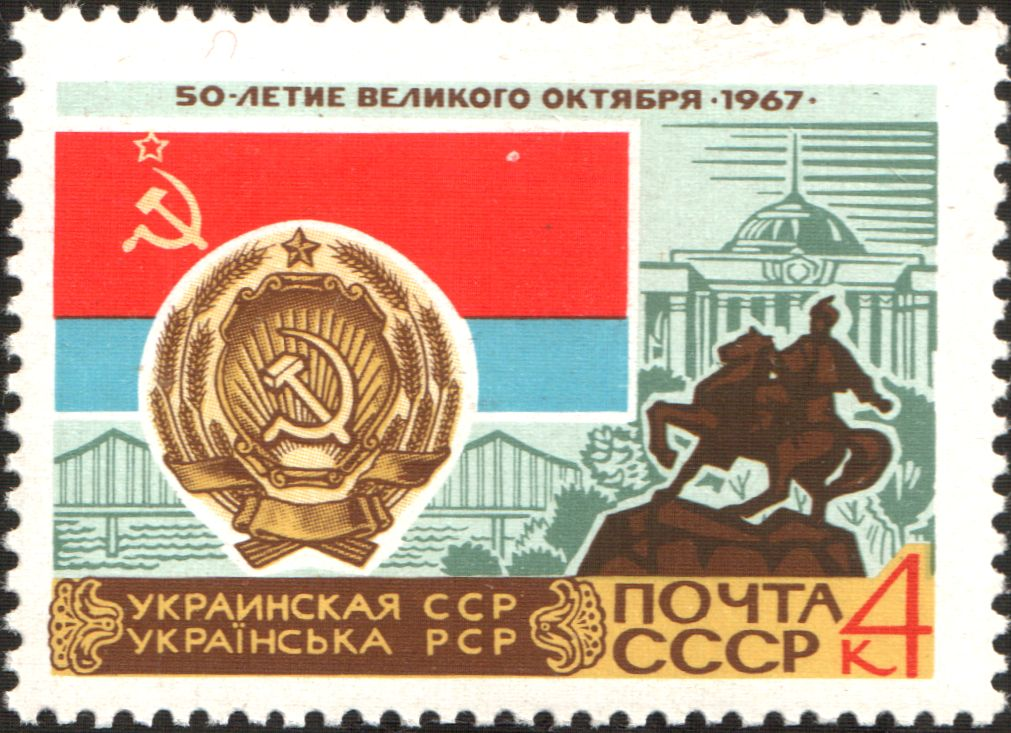
Почтовая марка 1967 год
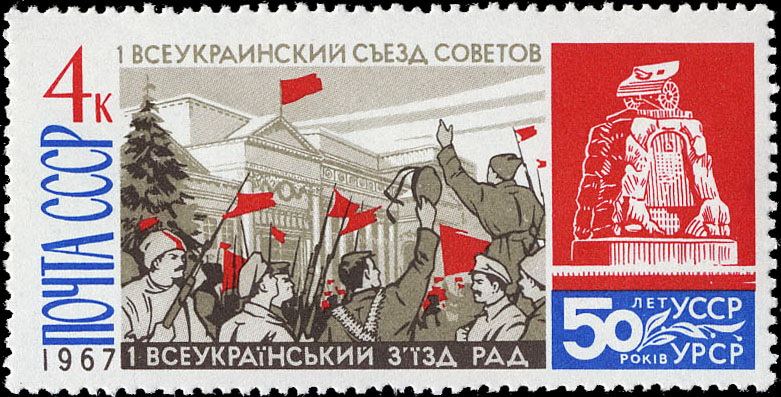
Почтовая марка СССР, 1967 год. 50 лет провозглашению Советской власти на Украине. Съезд Советов в Харькове
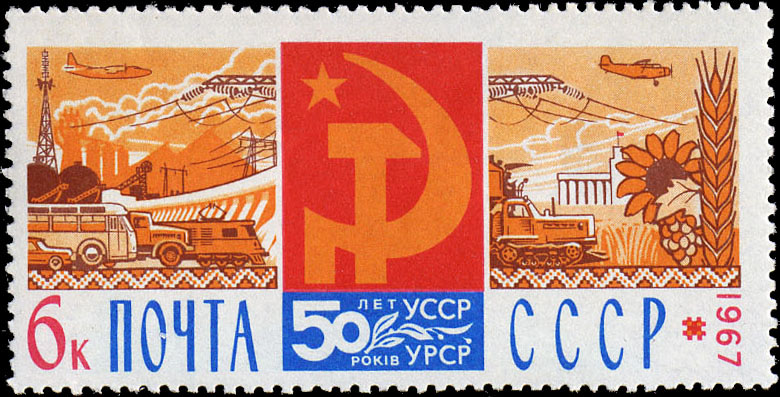
Почтовая марка СССР, 1967 год. 50 лет провозглашению Советской власти на Украине. Пейзажи Украины
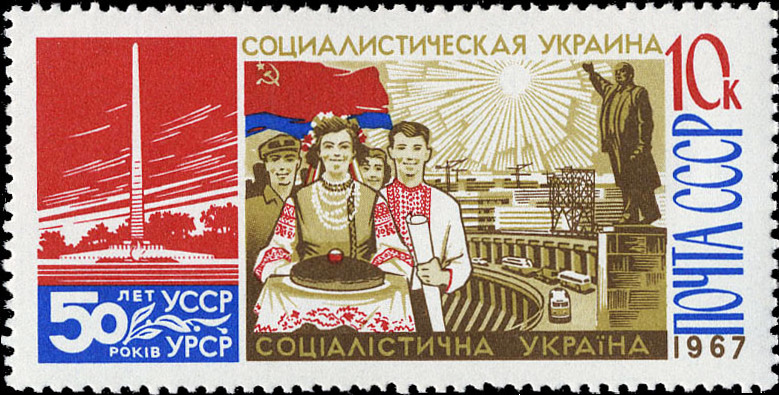
Почтовая марка СССР, 1967 год. 50 лет провозглашению Советской власти на Украине. Днепрогэс